# AEGON International 2009
Die AEGON International 2009 waren ein Tennisturnier der WTA Tour 2009 für Damen und ein Tennisturnier der ATP World Tour 2009 für Herren in Eastbourne, die zeitgleich vom 13. bis 21. Juni 2009 stattfanden.

## Herrenturnier
Im Einzel konnte sich Dmitri Tursunow in zwei Sätzen gegen den Qualifikanten Frank Dancevic durchsetzen. Im Doppelwettbewerb konnte sich Mariusz Fyrstenberg zusammen mit Marcin Matkowski den Titel sichern.
Siehe Qualifikation unter AEGON International 2009/Herren/Qualifikation.

## Damenturnier
Bei den Damen entschied Caroline Wozniacki den Einzelwettbewerb für sich. Im Doppel konnte sich das ungesetzte Doppel um Oqgul Omonmurodova und Ai Sugiyama gegen die auf Position vier gesetzte Samantha Stosur mit Rennae Stubbs durchsetzen.
Siehe Qualifikation unter AEGON International 2009/Damen/Qualifikation.